# Micronycteris hirsuta
Micronycteris hirsuta је врста слепог миша из породице љиљака-вампира (Phyllostomidae). 

## Распрострањење
Врста има станиште у Бразилу, Венецуели, Гвајани, Еквадору, Колумбији, Костарици, Никарагви, Панами, Перуу, Суринаму, Тринидаду и Тобагу, Француској Гвајани и Хондурасу.

## Станиште
Врста Micronycteris hirsuta има станиште на копну.

## Начин живота
Исхрана врсте Micronycteris hirsuta укључује инсекте. 

## Угроженост
Ова врста није угрожена, и наведена је као последња брига јер има широко распрострањење.

### Популациони тренд
Популациони тренд је за ову врсту непознат.